# نيكولا بوتشر
نيكولا بوتشر (بالفرنسية: Nicolas Bucher)‏ هو عازف الأرغن فرنسي، ولد في 30 نوفمبر 1975 في لنس في فرنسا.